# Saint-Georges-de-Mons

Saint-Georges-de-Mons este o comună în departamentul Puy-de-Dôme, Franța. În 1 ianuarie 2022 avea o populație de 2.003 de locuitori.